# Octospora rustica
Octospora rustica är en svampart som först beskrevs av Josef Velenovský, och fick sitt nu gällande namn av J. Moravec 1969. Octospora rustica ingår i släktet Octospora och familjen Pyronemataceae.   Inga underarter finns listade i Catalogue of Life.